# Neocossyphus
Neocossyphus är ett släkte med fåglar i familjen trastar inom ordningen tättingar. Släktet omfattar här endast två arter som förekommer i Västafrika, Centralafrika och Östafrika:
- Rödstjärtad rosttrast (N. rufus)
- Vitstjärtad rosttrast (N. poensis)

Släktet Stizorhina inkluderades tidigare ofta i Neocossyphus.